# Catedral del Santísimo Sacramento (Montego Bay)
La Catedral del Santísimo Sacramento (en inglés: Cathedral of the Most Blessed Sacrament) es un edificio religioso que pertenece a la Iglesia católica localizado en la ciudad de Montego Bay al noroeste del país caribeño e insular de Jamaica.
Se ubica en la calle 3 Fort. 
se trata de un templo que sigue el rito romano, siendo la sede del Diócesis de Montego Bay (Dioecesis Sinus Sereni).
 Anteriormente un miembro de la Diócesis de Kingston, ahora es un sufragánea de la Sede Metropolitana de la Arquidiócesis de Kingston. El edificio actual fue construido en 1967 con fondos propios de la diócesis. Todas las misas y servicios religiosos se ofrecen en inglés.-